# Autoreplikation
Autoreplikation (gr. αυτο-, auto- ‚selbst‘ und lat. replicare ‚erwidern‘) bezeichnet die Fähigkeit eines Systems, mit entscheidendem Anteil äußerer Hilfe, eine Kopie von sich selbst anzufertigen.
Die Selbstreplikation dagegen bezeichnet eine vollständig autonome Vervielfältigung ohne äußere Hilfe, wobei allerdings Energie und Material immer von außen kommen, weil es – u. a. nach dem Energieerhaltungssatz – keine Reproduktion aus dem Nichts geben kann.

## Beispiel 1
Wenn ein Schmied einen Schmiedehammer benutzt, also äußere Hilfe leistet, kann der existierende Hammer einen weiteren Schmiedehammer herstellen. Dies ist ohne den Schmied nicht möglich. Der Schmiedehammer ist also ein autoreplikatives System, wobei der Schmied die entscheidende Hilfe von außen darstellt.
Die Hilfe von außen kann verschiedene Formen annehmen. In obigem Beispiel stellte der Schmied beinahe alle für die Fertigung eines Schmiedehammers nötigen Komponenten zur Verfügung: die Baupläne (aus seinem Gedächtnis), die Energie (das Feuer der Esse), das Material (Eisen oder Stahl) und den Antrieb (Muskelarbeit). Autoreplikative Systeme sind derzeit das bevorzugte Modell für molekulare Fertigungssysteme, da bei ihnen keine Gefahr eines Unfalls besteht, bei dem sich das System unkontrollierbar vermehrt (auch bekannt als run-away accident bzw. graue Schmiere).

## Beispiel 2
Ein Virus ist ein autoreplikatives System. Es kann sich ausschließlich mit Hilfe einer lebendigen Zelle fortpflanzen, da es nur die zu seiner Replikation nötigen Informationen (DNA) in sich trägt. Die Energie, Rohstoffe und diverse molekulare Werkzeuge (Enzyme) müssen aus der Wirtszelle gewonnen werden.